# 秋野豊
秋野 豊（あきの ゆたか、1950年7月1日 - 1998年7月20日）は、日本の政治学者。筑波大学社会科学系助教授を経て、国際連合タジキスタン監視団政務官在職中殉職。専門は、ロシア外交・中央アジア政治。法学博士（1983年）。中村研一門下。社会学者の杉山明子は従姉。実業家の堀義人は従甥。

## 来歴・人物
北海道小樽市生まれ。北海道小樽潮陵高等学校を経て同志社大学入学、早稲田大学政治経済学部卒業後、北海道大学法学部に学士入学。北海道大学大学院法学研究科で、第二次世界大戦中の英ソ関係を研究し、1983年、法学博士の学位を取得した。「独ソ開戦と英対ソ政策 : 「偽りの同盟」から「大同盟(Grand Alliance)」への道 」。
北海道大学助手、在モスクワ日本大使館専門調査員を務めた後、1986年から筑波大学社会科学系で講師として教鞭を取る。1988年助教授（現准教授）に昇格。
1998年、筑波大学を辞職し、外務省に入省、国連タジキスタン監視団に政務官として参加した。しかし、同年7月20日にドゥシャンベの東方の山岳地帯を走行中に武装集団による襲撃に遭い、同乗者とともに射殺された。

## 死後

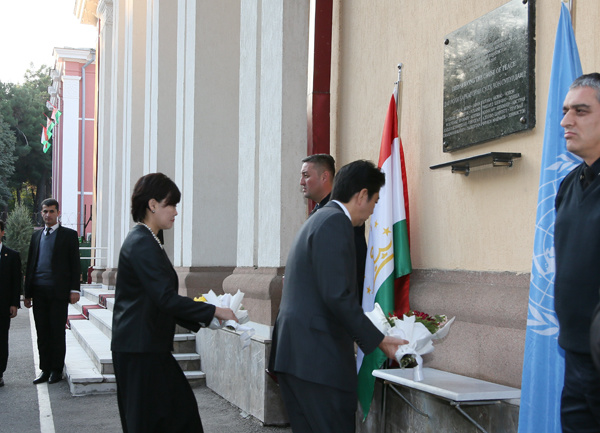
慰霊碑に献花する安倍晋三

秋野の遺志を継承し「秋野豊ユーラシア基金」が設立された。ドゥシャンベの国際連合開発計画タジキスタン事務所内に秋野を始めとした国連タジキスタン監視団犠牲者の慰霊碑が建立された。
2015年10月24日、タジキスタンを訪問中の日本の首相、安倍晋三が慰霊碑に献花した。
2018年7月3日、没後20年シンポジウムが開催され、河野太郎外務大臣がタジキスタンの和平構築に尽力した秋野豊に、改めて敬意を表した。

## 著書

### 単著
- 『世界は大転回する』（講談社, 1990年）
- 『欧州新地図を読む』（時事通信社, 1990年）
- 『ゴルバチョフの2500日』（講談社現代新書, 1992年）
- 『偽りの同盟――チャーチルとスターリンの間』（勁草書房, 1998年）、オンデマンド版2005年
- 『ユーラシアの世紀――民族の争乱と新たな国際システムの出現』（日本経済新聞社, 2000年）

### 訳書
- ヴォイチェフ・マストニー著『冷戦とは何だったのか――戦後政治史とスターリン』（柏書房, 2000年）ISBN 978-4760118908

## 関連記事
- 国際連合大学秋野フェローシップ (Akino Memorial Research Fellowship)